# Billbergia distachya
Espèce
Classification phylogénétique
Billbergia distachya est une espèce de plantes de la famille des Bromeliaceae, endémique du Brésil.

## Synonymes
- Billbergia amoena var. cernua Beer ex E.Morren[1] ;
- Billbergia bakeri E.Morren[1] ;
- Billbergia bakeri var. straussiana Wittm.[1] ;
- Billbergia burchellii Baker[1] ;
- Billbergia caespitosa Lindm.[1] ;
- Billbergia distachya var. straussiana (Wittm.) L.B.Sm.[1] ;
- Billbergia ensifolia Baker[1] ;
- Billbergia pallescens Baker[1] ;
- Billbergia regeliana Mez[1] ;
- Pitcairnia distachya (Vell.) Beer[1] ;
- Tillandsia distachya Vell.[1].

## Cultivars
- Billbergia 'Albertii'
- Billbergia 'Conquistador'
- Billbergia 'Crimson Candle'
- Billbergia 'Fat Albert'
- Billbergia 'Fat Albert's Brother'
- Billbergia 'Grey Mist'
- Billbergia 'Misty Steel'
- Billbergia 'Pink Piglet'
- Billbergia 'Purple Haze'
- Billbergia 'Red Spot'
- Billbergia 'Smokey Rose'
- Billbergia 'Smokey Tricolor'
- Billbergia 'Stimpy'
- Billbergia 'White Spot'

## Distribution
L'espèce est endémique des régions du sud et du sud-est du Brésil.

## Description
L'espèce est épiphyte.